# Horti Liciniani

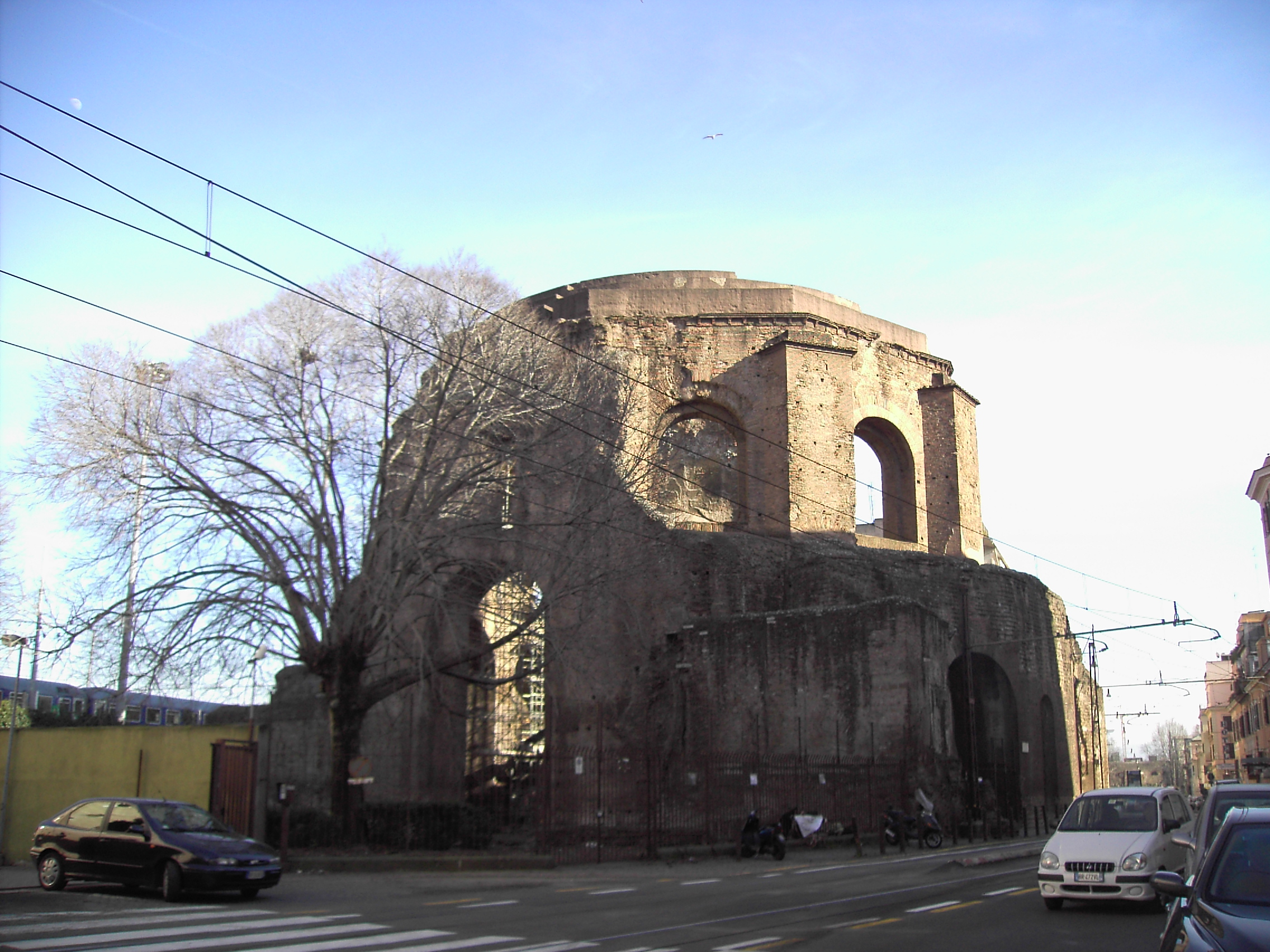
De Tempel van Minerva Medica op de Esquilijn

De Horti Liciniani was een groot park dat toebehoorde aan de familie der Licinii in het oude Rome.
Hoewel in de antieke bronnen geen locatie wordt vermeld, ligt het voor de hand dat dit park op de Esquilijn lag. In de 3e eeuw was het eigendom van keizer Gallienus, die een lid van de familie was. Volgens de schrijver van de Historia Augusta liet hij op het hoogste punt van de heuvel een kolossaal standbeeld van zichzelf oprichten. Ook werd tijdens zijn regering de Porta Esquilina, na het toevoegen van een inscriptie, uitgeroepen tot de Boog van Gallienus. 
Uit middeleeuwse vermeldingen is bekend dat een antiek gebouw dat Palatium Licinianum werd genoemd bij de kerk van Santa Bibiana stond. Mogelijk was dit de keizerlijke villa. Dit palatium stond aan de huidige Via Giovanni Giolitti. Een paar honderd meter oostwaarts staat nog steeds de grote ruïne van het gebouw dat sinds de 17e eeuw bekendstaat als de Tempel van Minerva Medica, hoewel het zeker geen tempel was. Aangenomen wordt dat dit gebouw in de Horti Liciniani stond, maar de functie is onbekend.